# La Feixa (Mata-solana)
La Feixa és una cinglera del terme municipal de Gavet de la Conca, a l'antic terme de Sant Salvador de Toló, al Pallars Jussà, en territori del poble de Mata-solana.
És situat al nord-oest de Mata-solana, en el vessant de migdia de la carena de la Serra de Vilana, que enllaça l'extrem sud de la Serra de la Campaneta amb el sud-est de la Serra dels Obacs.